# John Wesley Davis
John Wesley Davis, född 16 april 1799 i New Holland, Pennsylvania, död 22 augusti 1859 i Carlisle, Indiana, var en amerikansk demokratisk politiker. Han var den 21:a talmannen i USA:s representanthus 1845-1847.
Davis studerade medicin vid Baltimore Medical College och flyttade sedan 1823 till Carlisle, Indiana. Han var 1831 talman i Indiana House of Representatives, underhuset i delstatens lagstiftande församling. Han var ledamot av USA:s representanthus 1835-1837, 1839-1841 och 1843-1847.
Davis var USA:s kommissionär i Kina 1848-1850 och guvernör i Oregonterritoriet 1853-1854. Hans grav finns i Carlisle, Indiana.